# Mandern
Mandern ist eine Ortsgemeinde im Landkreis Trier-Saarburg in Rheinland-Pfalz. Sie gehört der Verbandsgemeinde Saarburg-Kell an.

## Geographie
Mandern liegt im Naturpark Saar-Hunsrück.
Der Ortsteil Niederkell an der Ruwer liegt zu einem kleinen Teil auf der Gemarkung von Waldweiler. Zu Mandern gehören auch die Wohnplätze Forsthaus Klink, Unterste Mühle und Ulmenhof.
Neben der Ruwer ist an Fließgewässern noch der Burkelsbach erwähnenswert, der die Unterste Mühle speiste und durch den Hauptort Mandern fließt.
Nachbarorte von Mandern sind die Ortsgemeinden Schillingen und Kell am See im Nordosten, Waldweiler im Osten, die bereits zum Saarland gehörende Gemeinde Weiskirchen im Südosten sowie die Ortsgemeinde Zerf im Westen.

## Geschichte

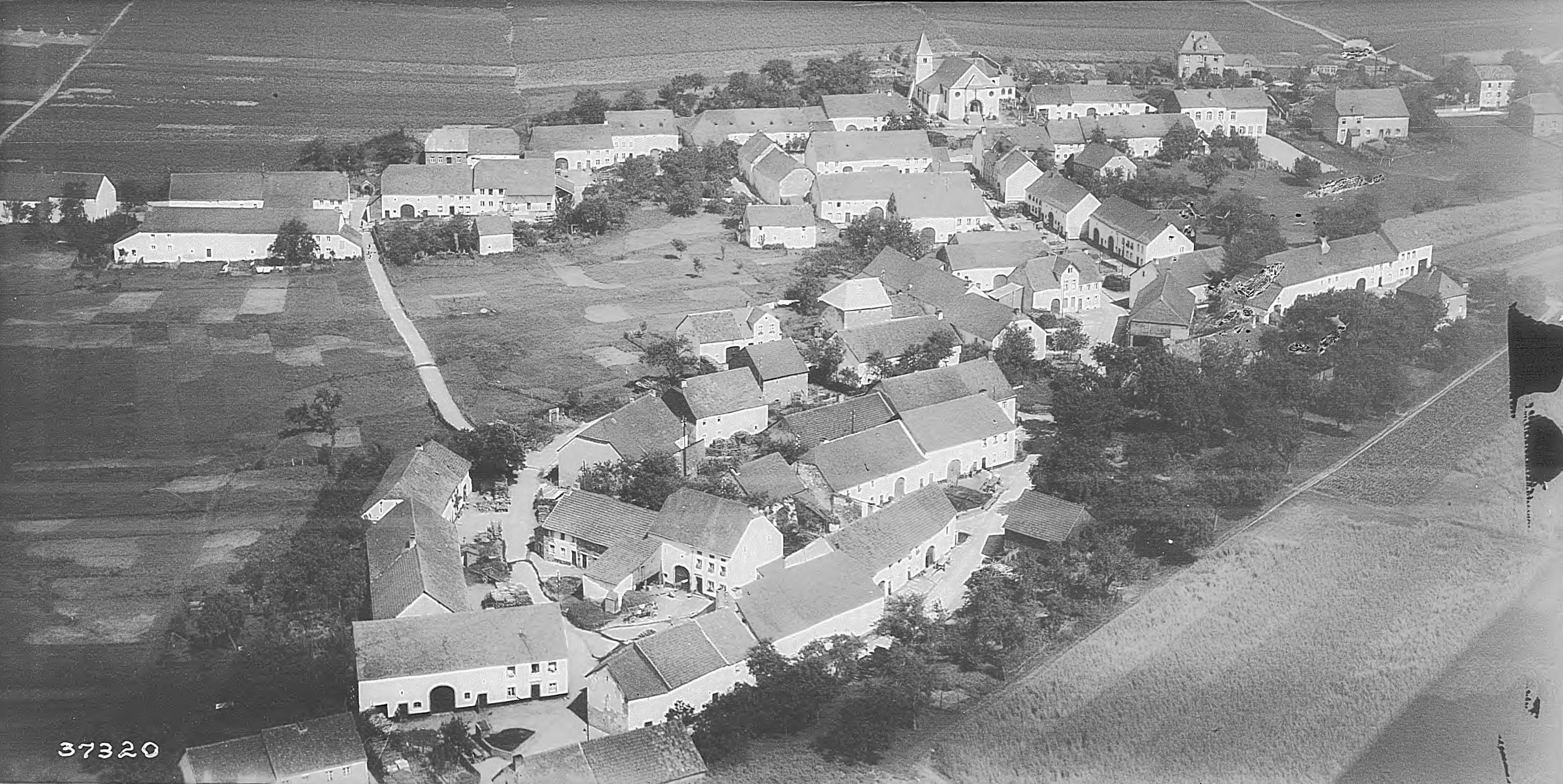
Ortsansicht im Jahr 1931

Im 10. Jahrhundert veranlasste das Trierer Kloster St. Matthias erste Rodungen im Bereich des heutigen Mandern. Der Ort wird 1097 als Mandro erwähnt, die Schreibweise entwickelte sich weiter über Mandera (12. Jahrhundert) und Mandre (13. Jahrhundert) zu Mandern. Unter der Landeshoheit von Kurtrier dem Amt Grimburg zugeordnet, teilten sich bis zu vier wechselnde Herren den Grundbesitz und die Hochgerichtsbarkeit. Erst der letzte trierische Erzbischof und Kurfürst Clemens Wenzeslaus vereinigte 1775 alle Rechte in seiner Hand, als er Josef Anton Graf von Oettingen-Baldern Herr zu Sötern (1720–1778) dessen Anteile an Mandern abkaufte.
Die 1794 erfolgte Inbesitznahme des Linken Rheinufers durch französische Revolutionstruppen beendete die alte Ordnung. Mandern wurde von 1798 bis 1814 Teil der Französischen Republik (bis 1804) und anschließend des Französischen Kaiserreichs, zugeordnet dem Kanton Hermeskeil des Arrondissements Birkenfeld im Saardepartement. Nach der Niederlage Napoleons kam Mandern aufgrund der 1815 auf dem Wiener Kongress getroffenen Vereinbarungen zum Königreich Preußen und gehörte, verwaltet von der Bürgermeisterei Kell, ab 1816 zum Landkreis Trier des Regierungsbezirks Trier, der 1822 wiederum Teil der neu gebildeten preußischen Rheinprovinz wurde.
Als Folge des Ersten Weltkriegs war die gesamte Region dem französischen Abschnitt der Alliierten Rheinlandbesetzung zugeordnet. Nach dem Zweiten Weltkrieg wurde Mandern innerhalb der französischen Besatzungszone Teil des damals neu gebildeten Landes Rheinland-Pfalz.
Bevölkerungsentwicklung
Die Entwicklung der Einwohnerzahl vom Mandern, die Werte von 1871 bis 1987 beruhen auf Volkszählungen:
| Jahr | Einwohner |
| ---- | --------- |
| 1815 | 444       |
| 1835 | 403       |
| 1871 | 525       |
| 1905 | 540       |
| 1939 | 809       |

| Jahr | Einwohner |
| ---- | --------- |
| 1950 | 816       |
| 1961 | 879       |
| 1970 | 944       |
| 1987 | 942       |
| 2005 | 924       |

| Jahr | Einwohner |
| ---- | --------- |
| 2011 | 877       |
| 2017 | 853       |
| 2023 | 843       |

## Politik

### Gemeinderat
Der Ortsgemeinderat in Mandern besteht aus zwölf Ratsmitgliedern, die bei der Kommunalwahl am 9. Juni 2024 in einer Mehrheitswahl gewählt wurden, und dem ehrenamtlichen Ortsbürgermeister als Vorsitzendem. Bis 2014 wurden personalisierte Verhältniswahlen durchgeführt, da zwei Wahlvorschlagslisten eingereicht wurden.
Die Sitzverteilung im Ortsgemeinderat:
| Wahl | SPD               | CDU               | Gesamt   |
| ---- | ----------------- | ----------------- | -------- |
| 2024 | per Mehrheitswahl | per Mehrheitswahl | 12 Sitze |
| 2019 | per Mehrheitswahl | per Mehrheitswahl | 12 Sitze |
| 2014 | 5                 | 7                 | 12 Sitze |
| 2009 | 4                 | 8                 | 12 Sitze |
| 2004 | 5                 | 7                 | 12 Sitze |

### Ortsbürgermeister
Tim Kohley (parteilos, bis Mai 2021 CDU) wurde im Juli 2014 Ortsbürgermeister von Mandern. Bei der Direktwahl am 26. Mai 2019 wurde er mit einem Stimmenanteil von 89,26 % und am 9. Juni 2024 als einziger Bewerber mit 80,9 % jeweils für weitere fünf Jahre in seinem Amt bestätigt.
Kohleys Vorgänger Martin Alten (CDU) hatte das Amt seit 2004 ausgeübt. Im Jahr 2014 wurde er Bürgermeister der Verbandsgemeinde Kell am See, später hauptamtlicher Erster Beigeordneter der Verbandsgemeinde Saarburg-Kell.

### Wappen
| Wappen von Mandern | Blasonierung: „Unter silbernem Schildhaupt, darin ein rotes Balkenkreuz, in grün mit einem schwarzen Industrierad, im Feld ein goldener Nadelbaum, begleitet rechts und links von einer goldenen Ähre mit schwarzen Körnern.“ |
| Wappen von Mandern | |

## Sehenswürdigkeiten

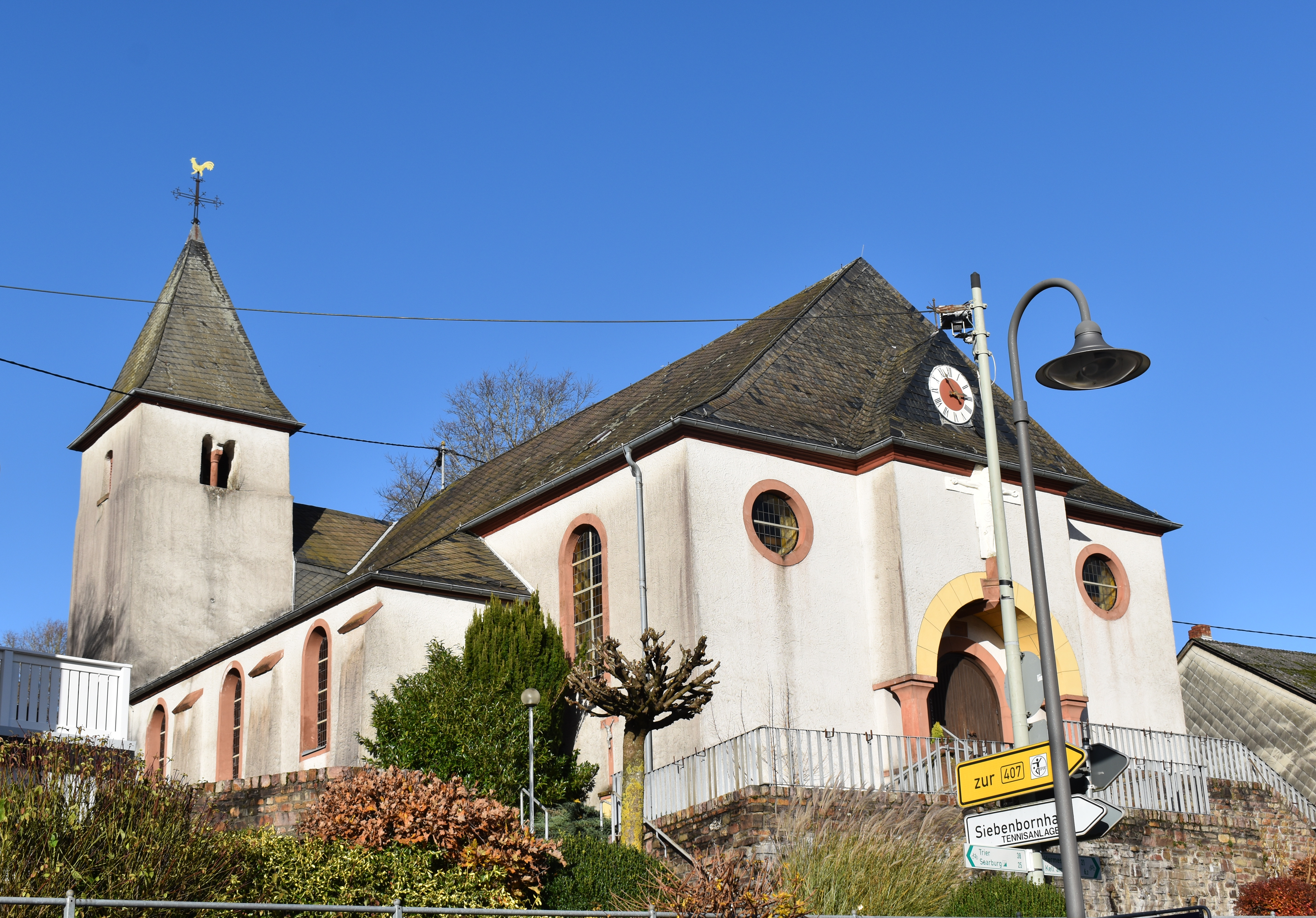
Kirche St. Wendelin

In Mandern sind sieben Objekte als Kulturdenkmäler gelistet, darunter die katholische Kirche St. Wendelin mit romanischem Turm und zweischiffiger Halle von 1922. Neben den Kulturdenkmälern ist noch eine Kapelle in Niederkell erwähnenswert, die 1928 von Matthias Raul, der in unmittelbarer Bahnhofsnähe wohnte, errichtet wurde. Im Innern der Kapelle wurden drei Statuen aufgestellt: Herz Jesu, heiliger Josef und heiliger Wendalinus.

## Wirtschaft und Infrastruktur

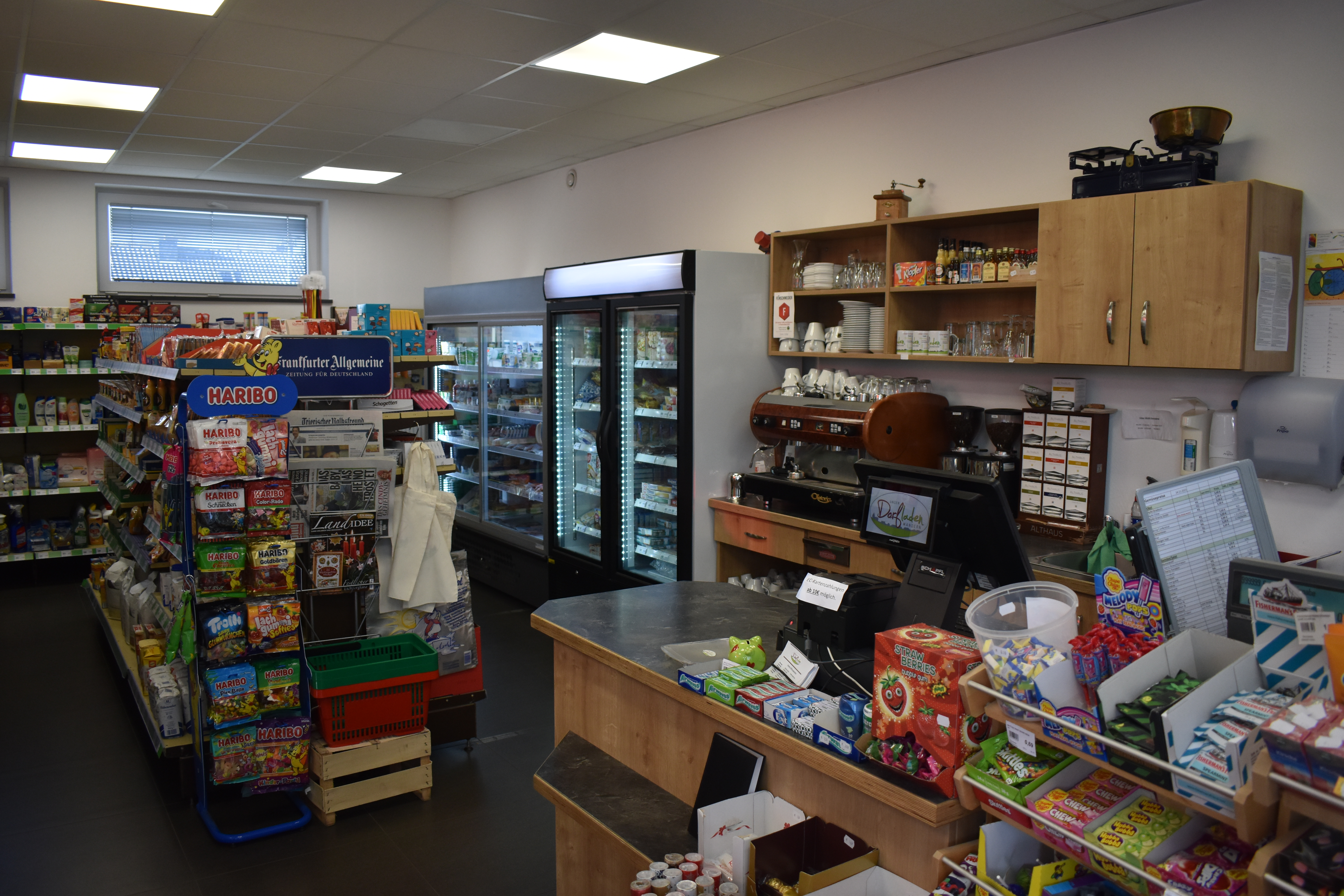
Dorfladen

### Wirtschaft
1956 siedelte sich der Automobil- und Bauzulieferer Bilstein in Mandern an. Heute auf die Produktion von Stoßdämpfern spezialisiert, beschäftigt das mittlerweile zum ThyssenKrupp-Konzern gehörende Werk 850 Arbeitnehmer und ist somit einer der größten Arbeitgeber der Region.
Seit 2016 befindet sich in Mandern ein genossenschaftlich betriebenes Lebensmittelgeschäft mit Café. Seit Ende November 2024 ist der Laden neben drei weiteren Teil des Modellprojekts Hybride Dorfläden des Landes Rheinland-Pfalz. Projektziel ist eine Ausweitung der Öffnungszeiten mit einem Betrieb teilweise ohne Personal vor Ort.

### Verkehr
Mandern liegt in der Nähe der Bundesstraße 407 (Hunsrückhöhenstraße). Der Ort selbst wird von den Kreisstraßen K 68, K 70 und K 71 an das Straßennetz angeschlossen.
Der Bahnhof Schillingen auf der Gemarkung von Mandern bestand von 1889 bis 1998. Heute verläuft dort der Ruwer-Hochwald-Radweg.

### Bildung
In Mandern befindet sich die Grundschule Mandern-Waldweiler sowie die katholische Kindertagesstätte St. Wendalinus.

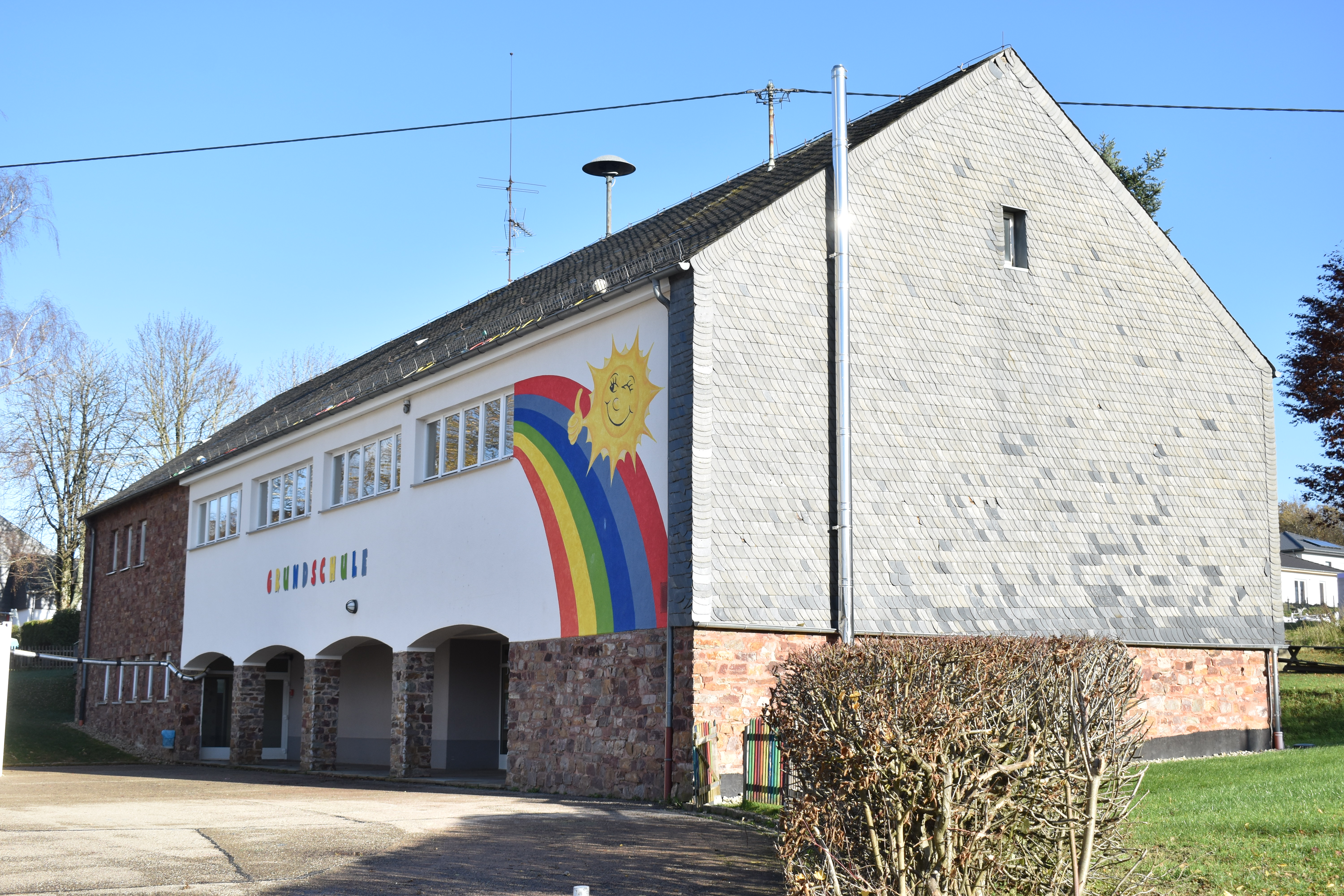
Grundschule Mandern-Waldweiler